# Straight No Chaser
《Straight No Chaser》는 영국의 R&B/팝 아티스트 미스터 허드슨의 두 번째 정규 앨범이다. 이 앨범은 미스터 허드슨이 "미스터 허드슨 & 더 라이브러리"라는 이름으로 첫 앨범 《A Tale of Two Cities》에 이어서, 솔로 아티스트로 활동하게 되면서 발매한 앨범이다. 이 앨범은 영국에서는 2009년 10월 19일에 발매되었고, 미국에서는 2010년 6월 29일 발매되었다. 이 앨범은 영국 발매 당시 아이튠즈 차트에서 3위로 데뷔하였다.
이 앨범에서 "Supernova", "White Lies"가 차례로 싱글 앨범으로 발매되었다. "Supernova"는 UK 싱글 차트 2위로 데뷔했었으며, "White Lies"는 UK 싱글 차트 20위를 기록하였다.

## 트랙 목록
1. 〈Supernova〉 (feat. Kanye West) - 3:13
2. 〈White Lies〉 - 3:11
3. 〈Knew We Were Trouble〉 - 3:15
4. 〈Straight No Chaser〉 - 3:23
5. 〈Learning to Live〉 - 4:18
6. 〈Instant Messenger〉 - 3:44
7. 〈There Will Be Tears〉 - 3:47
8. 〈Stiff Upper Lip〉  - 2:52
9. 〈Central Park〉 (additional vocals: Joy Joseph) - 2:53
10. 〈Anyone But Him〉 (feat. Kanye West) - 3:10
11. 〈Everything Is Broken〉 (feat. Kid Cudi) - 2:44
12. 〈Lift Your Head〉 (additional vocals: Joy Joseph) - 3:08
13. 〈Time〉 (additional vocals: Joy Joseph) - 3:58
14. 〈Supernova (Calvin Harris Remix)〉 (iTunes UK Bonus Track) - 5:41